# Heinrich von Heydwolff
 Heinrich Carl Friedrich Gerhard von Heydwolff (* 13. Mai 1823 auf Gut Germershausen (Landkreis Marburg-Biedenkopf); † 3. August 1886 in Kassel) war Mitglied der Regierung in Kassel und Abgeordneter der kurhessischen Ständeversammlung.

## Leben
Heinrich von Heydwolff wurde als Sohn des Gutsbesitzers Friedrich August von Heydwolff (1778–1858) und dessen Gemahlin Henriette von Szerwansky (1792–1865) geboren. Er war ein Halbbruder von Ludwig von Heydwolff, der aus der ersten Ehe seines Vaters mit Luise von Bockum-Dolffs (1785–1810) stammte. 
Nach dem Abitur studierte er an der Philipps-Universität Marburg Rechtswissenschaft. Am 20. Juni 1842 wurde er mit Heinrich Fick im Corps Teutonia zu Marburg recipiert. Danach war er zunächst als Gerichtsreferendar beim Obergericht Marburg tätig. 1858 wurde er Assessor beim Justizamt Kassel. 1862/63 war er als Vertreter der Althessischen Ritterschaft Mitglied der Kurhessischen Ständeversammlung. 1865 wechselte er in die Finanzverwaltung, wurde Mitglied in der Oberfinanzkammer und 1866 zum Oberfinanzrat befördert. Er kam als kgl. preußischer Regierungsrat zur Landesregierung in Kassel und wurde 1871 Kabinettsmitglied im Kurfürstentum Hessen. Er starb mit 63 Jahren im Amt.